# Sankt Anton am Arlberg
Sankt Anton am Arlberg is een bekend wintersportoord in de Oostenrijkse Alpen, meer bepaald in het Arlbergmassief. De gemeente ligt in het district Landeck in de deelstaat Tirol, op de grens met Vorarlberg aan de voet van de Arlbergpas. Sankt Anton ligt tussen 1284 en 1304 m hoogte. Deelgemeenten zijn Nasserein, Sankt Jakob en Sankt Christoph.

## Trivia
Duits politicus en schrijver Rudolf Haym stierf in 1901 in Sankt Anton.
Bar-restaurants Krazy Kanguruh en Mooserwirt genieten mondiale bekendheid vanwege de après-ski.

## Buurgemeenten
Galtür, Ischgl, Kaisers, Kappl, Pettneu am Arlberg, Flirsch

in Vorarlberg: Gaschurn, Klösterle, Silbertal

## Sport
Het skigebied behoort tot Ski Arlberg, vanaf de winter van 2016/17 het grootste verbonden skigebied van Oostenrijk. In 2001 zijn de Wereldkampioenschappen alpineskiën in Sankt Anton am Arlberg georganiseerd.

## Beroemdheden
Het dorp Sankt Anton is al jarenlang een geliefd skigebied bij rijke beroemdheden. Niet alleen kwam tot ongeveer 25 jaar geleden de Nederlandse koninklijke familie hier trouw skiën; ook onder andere Prins Harry, prins William, Vladimir Poetin, Kim Wilde, Diane Keaton en Rowan Atkinson worden er geregeld gezien. De buurplaats van Sankt Anton is Lech am Arlberg, wat inmiddels meer in trek is bij bekende Nederlanders.

## Afbeeldingen

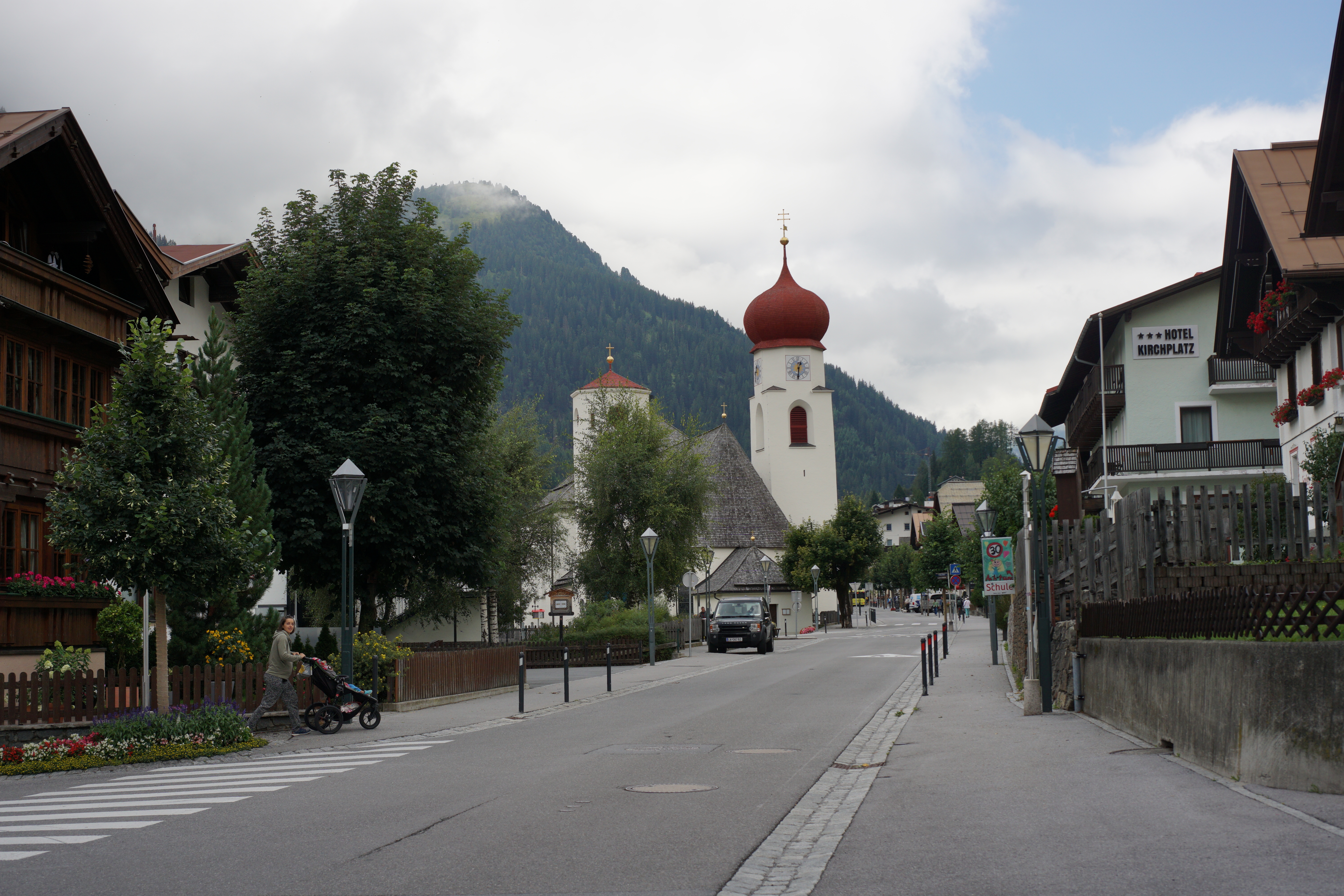
Dorpsstraat met kerk
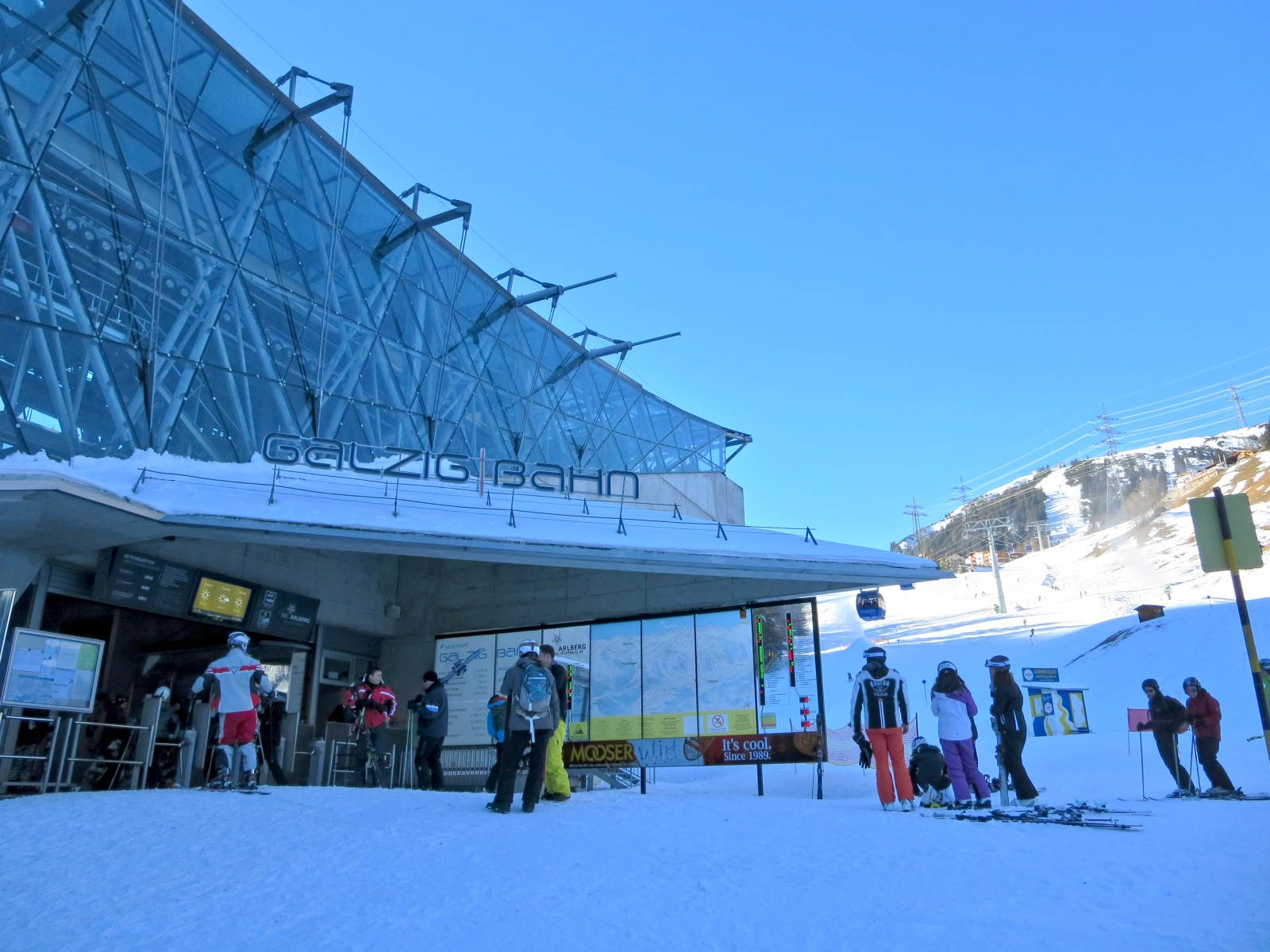
Galzigbahn in Sankt Anton am Arlberg
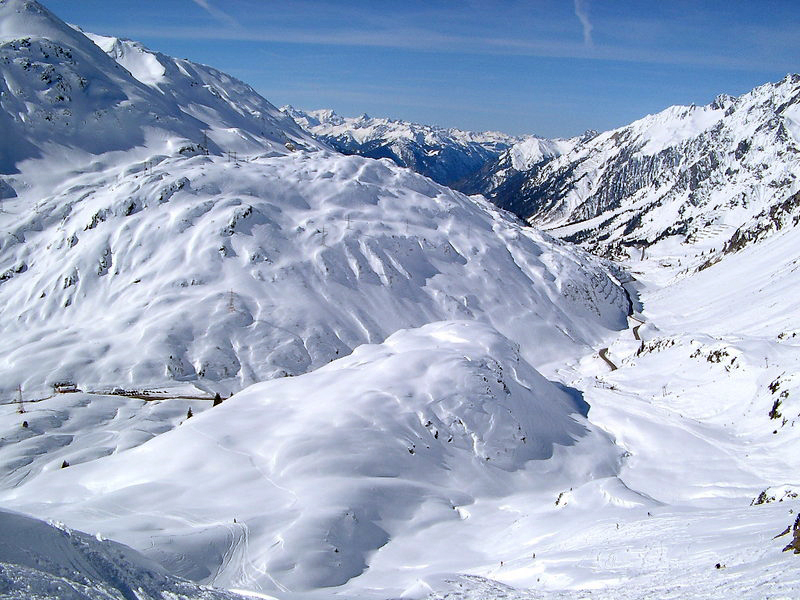
Sankt Anton - Zicht op de Passstraße